# ヘレン・ミレン
ヘレン・ミレン（Dame Helen Mirren DBE, 1945年7月26日 - ）は、イギリスの女優。『クィーン』（2006年）でアカデミー主演女優賞を受賞。その他、エミー賞を4度、トニー賞を2015年に受賞し演劇の三冠王を達成。
2003年12月に大英帝国勲章を受勲したため、デイムの敬称を冠しデイム・ヘレンあるいはデイム・ヘレン・ミレンと書かれることもある。

## 生い立ち
イングランド・ロンドンにて、イレーナ・ヴァシーリエヴナ・ミローノヴァ（Елена Васильевна Миронова / Ilyena Vasilievna Mironova）として生まれ、エセックス州で育った。父親のヴァシーリイ・ペトローヴィチ・ミローノフはロシア帝国貴族の出であったが、ロシア革命により亡命を余儀なくされた。母親のキャサリン・アレクサンドリア・エヴァ・マチルダ（旧姓ロジャース）はイギリス人。
両親に勧められて師範学校に進学したが、後に中退。

## キャリア
ナショナル・ユース・シアター、ロイヤル・シェイクスピア・カンパニーで舞台女優としてキャリアを始める。その後、映画・テレビなどの分野で活躍する。1991年から2007年まで放送された『第一容疑者』のジェーン・テニスンはミレンの当たり役となり、同シリーズではエミー賞を3回受賞している。
これまでカンヌ国際映画祭の女優賞を『キャル』と『英国万歳!』で2度受賞している。アカデミー賞には『英国万歳!』と『ゴスフォード・パーク』で2度候補になった。後者では他に数々の批評家賞を得ている。
2006年、タイトルロールのエリザベス1世を演じたミニシリーズ『エリザベス1世 〜愛と陰謀の王宮〜』がイギリスで放送され、更に翌年にはエリザベス2世を演じた『クィーン』が公開、第63回ヴェネツィア国際映画祭に出品され高い評価を受けた。ミレンは前者で第58回プライムタイム・エミー賞で主演女優賞を、後者ではヴェネツィア国際映画祭の最優秀女優賞を受賞し、アメリカでは2006年度の批評家賞を総なめ、そして第79回アカデミー賞でも主演女優賞を受賞し、ついにオスカー像を手にした。また、第64回ゴールデングローブ賞ではこの両作品でダブル受賞を果たした。エリザベス2世本人からもバッキンガム宮殿での夕食会に招待されたが、撮影のためスケジュールが合わないとして辞退したため、物議を醸した。

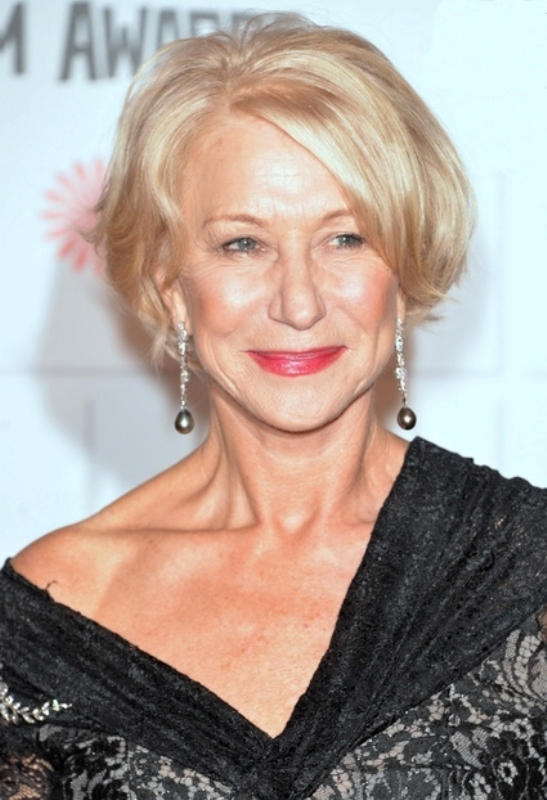
2014年

2015年、舞台『The Audience』で、第69回トニー賞 演劇主演女優賞を受賞。また、『黄金のアデーレ 名画の帰還』で実在のユダヤ系女性であるマリア・アルトマンを演じたことから、世界ユダヤ人会議より特別名誉賞を受賞する。

## 私生活
1997年に映画監督のテイラー・ハックフォードと結婚した。現在はロサンゼルス在住。
『GQ』誌の2008年10月号で、ドラッグ吸引やデートレイプ被害について告白した。ミレンは30代半ばまでは少量のコカインを吸っていたが、1983年に逮捕された元ナチス親衛隊のクラウス・バルビーが、逃亡先のボリビアでコカイン取引を行っていたことを知り、きっぱりとやめたという。
『Casualty』、『Without a Trace』、『Criminal Minds』などを手掛ける脚本家・テレビプロデューサーのサイモン・ミレンは甥。

## 主な出演作品
| 公開年 | 邦題 原題                                                                            | 役名                                                 | 備考 | 日本語吹替                                 |
| ------ | ------------------------------------------------------------------------------------ | ---------------------------------------------------- | --- | ------------------------------------------ |
| 1968   | 夏の夜の夢 A Midsummer Night's Dream                                                 | ハーミア                                             | |                                            |
| 1969   | としごろ Age of Consent                                                              | コーラ・ライアン                                     | |                                            |
| 1972   | 狂えるメサイア Savage Messiah                                                        | ゴッシュ・ポイル                                     | |                                            |
| 1973   | オー!ラッキーマン O Lucky Man!                                                       | パトリシア                                           | |                                            |
| 1976   | ハムレット Hamlet                                                                    | オフィーリア / ガートルード                          | |                                            |
| 1978   | お気に召すまま As You Like It                                                        | ロザリンド                                           | テレビ映画 |                                            |
| 1979   | カリギュラ Caligula                                                                  | ミロニア・カエソニア                                 | | 野々山恵梨                                 |
| 1979   | 失われた航海 S.O.S. Titanic                                                          | メイ・スローン                                       | テレビ映画 | 小宮和枝                                   |
| 1980   | 天才悪魔フー・マンチュー The Fiendish Plot of Dr. Fu Manchu                          | アリス                                               | | 鈴木弘子                                   |
| 1980   | 長く熱い週末 The Long Good Friday                                                    | ヴィクトリア                                         | 田中敦子 |                                            |
| 1981   | エクスカリバー Excalibur                                                             | モーガナ                                             | 藤田淑子 |                                            |
| 1982   | シンベリン Cymbeline                                                                 | イモジェン                                           | テレビ映画 |                                            |
| 1984   | キャル Cal                                                                           | マーセラ                                             | 第37回カンヌ国際映画祭女優賞 受賞 |                                            |
| 1984   | 2010年 2010: The Year We Make Contact                                                | ターニャ・カーバック船長                             | | 弥永和子（テレビ朝日版） 駒塚由衣（TBS版） |
| 1985   | ホワイトナイツ/白夜 White Nights                                                     | ガリーナ                                             | |                                            |
| 1986   | モスキート・コースト The Mosquito Coast                                              | フォックス夫人                                       | |                                            |
| 1986   | 奇跡の教師ヴィック Heavenly Pursuits                                                 | ルース・チャンセラー                                 | |                                            |
| 1987   | パスカリの島 Pascali's Island                                                        | リディア                                             | |                                            |
| 1987   | フェアリーテール・シアター Faerie Tale Theatre                                       | アメリア女王                                         | テレビシリーズ、1エピソード「人魚姫」 |                                            |
| 1989   | 鯨が来た時 When the Whales Came                                                      | クレミー・ジェンキンス                               | |                                            |
| 1989   | コックと泥棒、その妻と愛人 The Cook the Thief His Wife & Her Lover                   | ジョジーナ・スピカ                                   | 滝沢久美子 |                                            |
| 1989   | レッド・キング★狙われた赤い星 Red King, White Knight                                 | アンナ                                               | テレビ映画 |                                            |
| 1990   | 迷宮のヴェニス The Comfort of Strangers                                              | キャロライン                                         | |                                            |
| 1990   | 黄土の英雄/軍医ベシューンの生涯 Bethune: The Making of a Hero                        | フランシス・ペニー・ベシューン                       | |                                            |
| 1991   | 天使も恐れる恋ゆえに Where Angels Fear to Tread                                      | リリア                                               | |                                            |
| 1991   | 第一容疑者 Prime Suspect                                                             | ジェーン・テニスン                                   | テレビ映画 | 丘みつ子                                   |
| 1992   | 第一容疑者2 Prime Suspect 2                                                          | ジェーン・テニスン                                   | テレビ映画 | 丘みつ子                                   |
| 1993   | 第一容疑者3 Prime Suspect 3                                                          | ジェーン・テニスン                                   | テレビ映画 | 丘みつ子                                   |
| 1994   | 英国万歳! The Madness of King George                                                 | シャーロット王妃                                     | カンヌ国際映画祭 女優賞 受賞 |                                            |
| 1995   | 第一容疑者 消えた幼児 Prime Suspect: The Lost Child                                  | ジェーン・テニスン                                   | テレビ映画 | 寺田路恵                                   |
| 1995   | 第一容疑者 死のゲーム Prime Suspect: Inner Circles                                   | ジェーン・テニスン                                   | テレビ映画 | 寺田路恵                                   |
| 1995   | 第一容疑者 死者の香水 Prime Suspect: Scent of Darkness                               | ジェーン・テニスン                                   | テレビ映画 | 寺田路恵                                   |
| 1996   | 第一容疑者 裁かれるべき者 Prime Suspect: Errors of Judgement                         | ジェーン・テニスン                                   | テレビ映画 | 寺田路恵                                   |
| 1997   | ペインテッド・レディ 〜肖像画の淑女〜 Painted Lady                                   | マギー・シェリダン                                   | テレビ映画 | 寺田路恵                                   |
| 1998   | プリンス・オブ・エジプト The Prince of Egypt                                         | 女王                                                 | 声の出演 | 白川由美                                   |
| 1999   | 鬼教師ミセス・ティングル Teaching Mrs. Tingle                                        | ミセス・ティングル                                   | | 来宮良子                                   |
| 2000   | グリーンフィンガーズ Greenfingers                                                    | ジョジーナ・ウッドハウス                             | 寺内よりえ |                                            |
| 2000   | プレッジ The Pledge                                                                  | 医師                                                 | 堀江真理子 |                                            |
| 2001   | ゴスフォード・パーク Gosford Park                                                    | ミセス・ウィルソン                                   | 全米映画俳優組合賞 助演女優賞 受賞 | 寺内よりえ                                 |
| 2002   | ドア・トゥ・ドア/バッグに愛とまごころを… Door to Door                                | ミセス・ポーター                                     | テレビ映画 |                                            |
| 2003   | カレンダー・ガールズ Calendar Girls                                                  | クリス                                               | | 一柳みる                                   |
| 2003   | 第一容疑者 姿なき犯人 Prime Suspect6: The Last Witness                               | ジェーン・テニスン                                   | テレビ映画 | 寺田路恵                                   |
| 2004   | 二重誘拐 The Clearing                                                                | エレーン・ヘインズ                                   | | 鈴木弘子                                   |
| 2004   | プリティ・ヘレン Raising Helen                                                       | ドミニク                                             | 沢田敏子 |                                            |
| 2004   | サバンナ スピリット 〜ライオンたちの物語〜 Pride                                     | マチーバ                                             | 声の出演 | 塩田朋子                                   |
| 2005   | 銀河ヒッチハイク・ガイド The Hitchhiker's Guide to the Galaxy                        | ディープ・ソート                                     | 声の出演 | 池田昌子                                   |
| 2005   | サイレンサー Shadowboxer                                                             | ローズ                                               | | 一城みゆ希                                 |
| 2005   | エリザベス1世 〜愛と陰謀の王宮〜 Elizabeth I                                         | エリザベス1世                                        | テレビシリーズ プライムタイム・エミー賞 主演女優賞 受賞 | 倉野章子                                   |
| 2006   | クィーン The Queen                                                                   | エリザベス2世                                        | アカデミー主演女優賞受賞 ゴールデングローブ賞 主演女優賞 (ドラマ部門) 受賞 ヴェネチア国際映画祭 女優賞 受賞 全米映画批評家協会賞 主演女優賞 受賞 ニューヨーク映画批評家協会賞 主演女優賞 受賞 ロサンゼルス映画批評家協会賞 主演女優賞 受賞 英国アカデミー賞主演女優賞 受賞 ヨーロッパ映画賞 女優賞 受賞 | 倉野章子                                   |
| 2006   | 第一容疑者 希望のかけら Prime Suspect: The Final Act                                 | ジェーン・テニスン                                   | テレビ映画 | 寺田路恵                                   |
| 2007   | ナショナル・トレジャー リンカーン暗殺者の日記 National Treasure: The Book of Secrets | エミリー・アップルトン博士                           | | 野沢雅子                                   |
| 2008   | インクハート/魔法の声 Inkheart                                                       | エレノア・ローレダン                                 | 弥永和子 |                                            |
| 2009   | 消されたヘッドライン State of Play                                                   | キャメロン・リン                                     | 寺内よりえ |                                            |
| 2009   | 終着駅 トルストイ最後の旅 The Last Station                                           | ソフィヤ・トルストイ                                 | 倉野章子 |                                            |
| 2010   | テンペスト The Tempest                                                               | プロスペラ                                           | （吹き替え版なし） |                                            |
| 2010   | ラブ・ランチ 欲望のナイトクラブ Love Ranch                                           | グレース・ボンテンポ                                 | （吹き替え版なし） |                                            |
| 2010   | ペイド・バック The Debt                                                              | レイチェル・シンガー                                 | 宮寺智子 |                                            |
| 2010   | ガフールの伝説 Legend of the Guardians: The Owls of Ga'Hoole                         | ナイラ                                               | 声の出演 | 榊原良子                                   |
| 2010   | RED/レッド RED                                                                       | ヴィクトリア                                         | | 沢田敏子                                   |
| 2010   | ブライトン・ロック Brighton Rock                                                     | イーダ                                               | （吹き替え版なし） |                                            |
| 2011   | ミスター・アーサー Arthur                                                            | リリアン・ホブソン                                   | 一柳みる |                                            |
| 2012   | ヒッチコック Hitchcock                                                               | アルマ・レヴィル                                     | 小宮和枝 |                                            |
| 2013   | モンスターズ・ユニバーシティ Monsters University                                     | ディーン・ハードスクラブル学長                       | 声の出演 | 一柳みる                                   |
| 2013   | REDリターンズ RED 2                                                                  | ヴィクトリア                                         | | 沢田敏子                                   |
| 2014   | マダム・マロリーと魔法のスパイス The Hundred-Foot Journey                            | マダム・マロリー                                     | 一柳みる |                                            |
| 2015   | 黄金のアデーレ 名画の帰還 Woman in Gold                                              | マリア・アルトマン                                   | 一柳みる |                                            |
| 2015   | アイ・イン・ザ・スカイ 世界一安全な戦場 Eye in the Sky                               | キャサリン・パウエル大佐                             | 一柳みる | [ 11 ]                                     |
| 2015   | トランボ ハリウッドに最も嫌われた男 Trumbo                                           | ヘッダ・ホッパー                                     | 一柳みる |                                            |
| 2016   | 素晴らしきかな、人生 Collateral Beauty                                               | ブリジット                                           | 一柳みる |                                            |
| 2017   | ワイルド・スピード ICE BREAK The Fate of the Furious                                 | マグダレーン・“クイーニー”・ショウ（ミセス・ショウ） | カメオ出演 | 沢田敏子                                   |
| 2017   | ロング, ロングバケーション The Leisure Seeker                                        | エラ・スペンサー                                     | | （吹き替え版なし）                         |
| 2018   | ウィンチェスターハウス アメリカで最も呪われた屋敷 Winchester                         | サラ・ウィンチェスター                               | 一柳みる |                                            |
| 2018   | くるみ割り人形と秘密の王国 The Nutcracker and the Four Realms                        | マザージンジャー                                     | 倉野章子 |                                            |
| 2019   | ベルリン、アイラブユー Berlin, I Love You                                            | マーガレット                                         | （吹き替え版なし） |                                            |
| 2019   | ANNA/アナ Anna                                                                       | オルガ                                               | 磯辺万沙子 |                                            |
| 2019   | ワイルド・スピード/スーパーコンボ Fast & Furious Presents: Hobbs & Shaw              | マグダレーン・“クイーニー”・ショウ                   | 沢田敏子 |                                            |
| 2019   | グッドライアー 偽りのゲーム The Good Liar                                            | ベティ・マクリーシュ                                 | 一柳みる |                                            |
| 2020   | ゴリラのアイヴァン The One and Only Ivan                                             | スニッカーズ                                         | 声の出演 | 宮沢きよこ                                 |
| 2020   | ゴヤの名画と優しい泥棒 The Duke                                                      | ドロシー・バントン                                   | | （吹き替え版なし）                         |
| 2021   | ワイルド・スピード/ジェットブレイク Fast & Furious 9                                 | マグダレーン・“クイーニー”・ショウ                   | 沢田敏子 |                                            |
| 2022   | 1923                                                                                 | カーラ・ダットン                                     | テレビシリーズ | 小宮和枝                                   |
| 2023   | Golda                                                                                | Golda Meir                                           | |                                            |
| 2023   | シャザム!〜神々の怒り〜 Shazam! Fury of the Gods                                     | へスペラ                                             | 戸田恵子 |                                            |
| 2023   | ワイルド・スピード/ファイヤーブースト Fast X                                         | マグダレーン・“クイーニー”・ショウ                   | 沢田敏子 |                                            |
| 2023   | バービー Barbie                                                                      | ナレーター                                           | 榊原良子 |                                            |
| 2023   | White Bird                                                                           | Grandmère / Sara                                     | ポストプロダクション |                                            |
| 2025   | 木曜殺人クラブ The Thursday Murder Club                                              |                                                      | |                                            |